# Glymur
Glymur er et vandfald i elven Botnsá i det vestlige Island. Højden er ifølge Islands Statistik 190 m, andre angivelser siger 198 m.
Glymur er normalt regnet for Islands højeste vandfald, men i 2011 viste uformelle målinger at et nyt vandfald i Morsárjökull i Nationalparken Vatnajökull måske er højere med 218 m.
Glymur ligger tæt på bunden af fjorden Hvalfjörður. Botnsá løber ud fra søen Hvalvatn og falder efter omkring 2 km ned i en kløft.
Fra bunden af fjorden er der en sti til vandfaldet. Den ret stejle sti op til kanten af den dybe flodkløft kaldes Leggjabrjótur, som betyder "benbrud". Umiddelbart før stigningen passeres en lille grotte og floden kan krydses over en smal, improviseret bro. Broen er lukket i vintermånederne, således at man må krydse floden selv.